# Michaił Jegorow (kolaborant)
Michaił Wasiljewicz Jegorow (Rumiancew), ros. Михаил Васильевич Егоров (Румянцев) (ur. w 1900 we wsi Łapułowo guberni jarosławskiej, zm. ?) – radziecki wojskowy (major), propagandysta Rosyjskiej Armii Wyzwoleńczej, oficer oddziału ds. organizacji propagandy w wojskach wschodnich Głównego Zarządu Propagandy Komitetu Wyzwolenia Narodów Rosji, zastępca szefa oddziału propagandy Sił Zbrojnych Komitetu Wyzwolenia Narodów Rosji podczas II wojny światowej, działacz emigracyjny.
W 1919 r. wstąpił do wojska bolszewickiego. Brał udział w wojnie domowej w Rosji. Doszedł do stopnia majora. Od czerwca 1941 r. pełnił funkcję szefa oddziału tyłów sztabu III Korpusu Zmechanizowanego. Pod koniec czerwca tego roku w rejonie Kowna dostał się do niewoli niemieckiej. Przybywał w stalagu w Rydze, a następnie oflagu w Suwałkach. W grudniu 1941 r. podjął współpracę z SD. Wstąpił do kolaboracyjnej organizacji Wojskowy Związek Rosyjskich Nacjonalistów. W 1942 r. objeżdżał obozy jenieckie dla czerwonoarmistów, prowadząc werbunek do nowo formowanego oddziału wojskowego pod nazwą Druschina Verband. Od maja 1943 r. szkolił się w szkole propagandystów ROA w Dabendorfie pod Berlinem. Po ukończeniu szkolenia w połowie czerwca tego roku, wszedł w skład kadry oficerskiej szkoły. W październiku został odkomenderowany do okupowanej Francji jako kierownik grupy propagandystów Rosyjskiej Armii Wyzwoleńczej. Od czerwca 1944 r. pełnił funkcję propagandysty ROA we "wschodnich" batalionach roboczych na południu Francji. Od sierpnia tego roku pełnił tę samą funkcję w Niemczech. Od grudnia służył w oddziale ds. organizacji propagandy w wojskach wschodnich Głównego Zarządu Propagandy Komitetu Wyzwolenia Narodów Rosji. W lutym 1945 r. został zastępcą szefa propagandy sztabu Sił Zbrojnych KONR. W kwietniu tego roku awansowano go do stopnia podpułkownika. 9 maja wraz ze sztabem i częścią oddziałów "własowskich" poddał się Amerykanom. Przebywał w różnych obozach jenieckich. Uniknął repatriacji do ZSRR. Od 1946 r. mieszkał w rejonie Monachium. Działał w Związku Flagi Andriejewskiej.